# Неогвельфизм
Неогвельфизм — консервативное политическое течение первой половины XIX века в Италии, выражавшее интересы правого крыла итальянской буржуазии, стремившейся к объединению страны под верховным руководством Папы Римского.

## История
Неогвельфизм берет начало в идеях средневековых гвельфов о папстве как защитнике Италии в борьбе с императорами Священной Римской империи, стремившимися утвердить своё господство на Апеннинском полуострове. О связи неогвельфизма с идеями гвельфов писал итальянский философ и политический деятель Антонио Грамши.
Неогвельфизм также определяют как либеральный католицизм эпохи Рисорджименто. Однако неогвельфизм уходит своими корнями в гораздо более отдаленную эпоху.
Итальянский историк Дж. Канделоро говорил, что уже в 1873 году Франческо Де Санктис отмечал, что идея первенства Италии в смысле первенства католической церкви относится к периоду Контрреформации XVI—XVII вв.
Франческо Де Санктис писал: «Если мы обратимся к истории Италии, то сможем проследить историю развития этой идеи, впервые нашедшей своё выражение в красноречивых и пламенных словах Кампанеллы, который видел первенство Италии в первенстве церкви, а первенство церкви в первенстве папства».

## Винченцо Джоберти
Выдающуюся роль в становлении и развитии либерального католицизма сыграл видный итальянский политический деятель, философ, литературовед Винченцо Джоберти (1801—1852). Как политическое движение неогвельфизм стал консолидироваться после появления его книги «О духовном и гражданском первенстве итальянцев».
Главная его идея в том, что без возрождения Италии нельзя возродить гегемонию Рима, но и роль церкви в единении итальянцев также неоспорима. Поэтому нужно, по мнению Джоберти, примирить церковь с цивилизацией, прежде всего с идеями прогресса и свободы, и тогда она выполнит свою миссию во всем мире. Католическая церковь в свою очередь должна действовать в союзе с либеральным и национальным движением Италии. По мнению Канделоро, главная заслуга Джоберти заключалась в том, что он понял, что либерально-католическая идеология могла быть использована для проведения политики в широких масштабах, поскольку с её помощью можно было расколоть блок реакционных сил и привлечь на сторону национального движения значительную часть тех социальных слоев, которые до этого колебались или были настроены враждебно. По сути, неогвельфизм — глубоко традиционалистская консервативная позиция, в определенный исторический момент использованная либеральными католиками в прогрессивных целях.

## Развитие идей
В 1846 году с вступлением на папский престол «либерального» папы Пия IX неогвельфы встали под его знамёна. Они приписывали Пию воинственный дух и стремление решительно отстаивать дело национальной независимости Италии. Неогвельфизм приобрёл сторонников не только среди католического духовенства, либерального дворянства и буржуазии, но и в широких слоях народа.
Во время итальянской революции 1848—1849 годов, после того, как 29 апреля 1848 года Пий IX публично выступил против начавшейся национально-освободительной войны с Австрией, а затем открыто перешёл в лагерь контрреволюции, миф о либеральности папы и его патриотизме был развеян. Неогвельфизм стал политически бессилен.
Но либеральные и национальные стремления, породившие либеральный католицизм, остались неосуществленными, и необходимость осуществить их побудила либеральных католиков примкнуть в 1849—1859 годах к либеральному движению, возглавляемому Кавуром. Неогвельфизм, несомненно, сыграл положительную роль в том смысле, что он помог привести в движение Италию и расколоть реакционный блок. Однако вскоре стало очевидно, что попытка превратить Италию в современное национальное государство, опираясь на такой консервативный институт, как римская церковь, приведет к серьёзным противоречиям.

## Критика
С критикой неогвельфизма выступали Пепе Гульельмо и Джузеппе Феррари, разработавшие термин «неогвельфизм», чтобы подчеркнуть реакционный характер участия церкви в политической жизни государства. В 1845—1848 Феррари на страницах французских журналов выступал с резкой критикой неогвельфизма. Он считал, что спасение Италии в революции. Однако предполагал, что объединение Италии может быть достигнуто лишь в весьма далёком будущем, и поэтому призывал к локальным революциям внутри каждого итальянского государства, к провозглашению в этих государствах республик и созданию затем федерации итальянских государств.